# Олимпијски стадион у Сеулу
Олимпијски стадион у Сеулу (кореј. 서울올림픽주경기장), звани „Олимпијски стадион Јамсил“ (раније романизован као Chamshil), је вишенаменски стадион у Сеулу. То је главни стадион изграђен за Летње олимпијске игре 1988. и 10. Азијске игре 1986. То је средишњи део спортског комплекса Сеула у округу Сонгпа, на југоистоку града јужно од реке Хан. То је највећи стадион у Јужној Кореји.

## Пројектовање и изградња
Овај вишенаменски стадион је дизајнирао Ким Сво-геун. Линије профила стадиона имитирају елегантне облине белог порцелана Јосеон. Седишта за гледаоце су распоређена на два нивоа, полупокривена. Првобитно изграђен са капацитетом од око 100.000 места, данас има 69.950 места.
Пре изградње, највећи стадиони у Сеулу били су стадион Донгдаемун и стадион Хјочанг. Са 30.000 и 20.000 седишта, били су премали да би привукли спортске догађаје светске класе. Изградња новог стадиона почела је 1977. са циљем да се одрже Азијске игре 1986. Када је Сеулу у септембру 1981. додељене игре XXIV Олимпијаде, овај стадион је постао централно место.

## Спортови
Стадион је отворен 29. септембра 1984. за 10. Азијске игре одржане две године касније, затим Олимпијске игре 1988. Међутим, од тада није коришћен за одржавање великог светског спортског догађаја. Тренутно нема корисника, иако је Фудбалски савез Јужне Кореје изразио интересовање за реновирање и модернизацију стадиона, претварајући га у стални терен за утакмице репрезентације.
Догађаји којима је стадион био домаћин током Олимпијаде били су церемоније отварања и затварања, атлетика, фудбалска финала и појединачно финале у коњичким скоковима. Стадион је такође обављао исте функције током Летњих параолимпијских игара 1988.

### Фудбал
Од утакмице против Јапана 30. септембра 1984. до утакмице против Југославије 28. маја 2000., Олимпијски стадион је био домаћи терен фудбалске репрезентације Републике Кореје. Новоизграђени стадион Светског првенства у Сеулу је тада постао централно место утакмице за корејски тим. У настојању да ревитализује фудбал широм нације, Кореја је користила Олимпијски стадион за ЕАФФ Куп Источне Азије 2013. у мечу који је изгубио резултатом 1–2 против Јапана 28. јула 2013. Фудбалски савез Јужне Кореје је изразила интересовање да настави да користи ово место за будуће утакмице репрезентације.

## Списак конецрата
| Датум                   | Извођач                  |
| ----------------------- | ------------------------ |
| 11. и 13. октобар 1996. | Mајкл Џексон             |
| 25. јун 1999.           | Mајкл Џексон и пријатељи |
| 7. октобар 2000.        | Рики Мартин              |